# Corso Italia (Pisa)
Corso Italia è una strada della città di Pisa, in Toscana. Si tratta del principale asse viario del settore meridionale del centro storico, che segna il confine tra il quartiere di Sant'Antonio e il quartiere di San Martino e mette in collegamento il centro con la stazione ferroviaria.

## Storia
La via è una delle principali direttrici della città sin dall'epoca medievale, nota come carraia Pontis Veteris e poi come "carraia San Gilio", dall'omonima chiesa oggi perduta che dava il nome anche a un'antica porta delle mura di Pisa situata al termine meridionale della strada.
Nei primi decenni del XII secolo gli edifici che vi si affacciavano erano realizzati principalmente in mattoni, con conci in pietra impiegati nelle zoccolature dei pilastri e dei muri portanti. In una carta del 1228 vi è ricordata la presenza di opifici metallurgici.
In seguito divenne nota come "via del Carmine", per la presenza dell'omonima chiesa, poi ribattezzata "via Vittorio Emanuele II" dopo l'unità d'Italia. Per facilitare l'accesso alla stazione centrale inaugurata nel 1862, furono abbattute nel 1864 la porta San Gilio e le mura circostanti; dallo spazio liberato vennero realizzati la barriera daziaria e una nuova grande piazza.
A causa dei bombardamenti della seconda guerra mondiale, molti edifici lungo la via furono danneggiati. In particolare, l'area delle corti di San Domenico, sede di un monastero del XIV secolo e rimasta a lungo in condizioni di degrado, fu oggetto di riqualificazione tramite un piano di recupero affidato all'architetto Roberto Mariani, insieme a Gaetano Nencini, Ermanno Puccini e Renato Bechi, terminato nel 1992.
Corso Italia è una delle vie più frequentate di Pisa per il passeggio e lo shopping.

## Descrizione
Corso Italia rappresenta la principale arteria della parte meridionale di Pisa, collegando piazza XX Settembre a piazza Vittorio Emanuele II.
Lungo la via, che ha inizio dalle Logge di Banchi, si affacciano edifici storici come il seicentesco palazzo Simoneschi, il palazzo Gambacorta, il palazzo Mastiani Brunacci, il palazzo Vincenti, il palazzo Venerosi Pesciolini (poi Rosselmini) e la chiesa di San Domenico.
Al centro della via si apre la piccola piazza del Carmine, con l'omonima chiesa e la statua di Nicola Pisano, realizzata da Salvino Salvini e inaugurata il 1° giugno 1862.

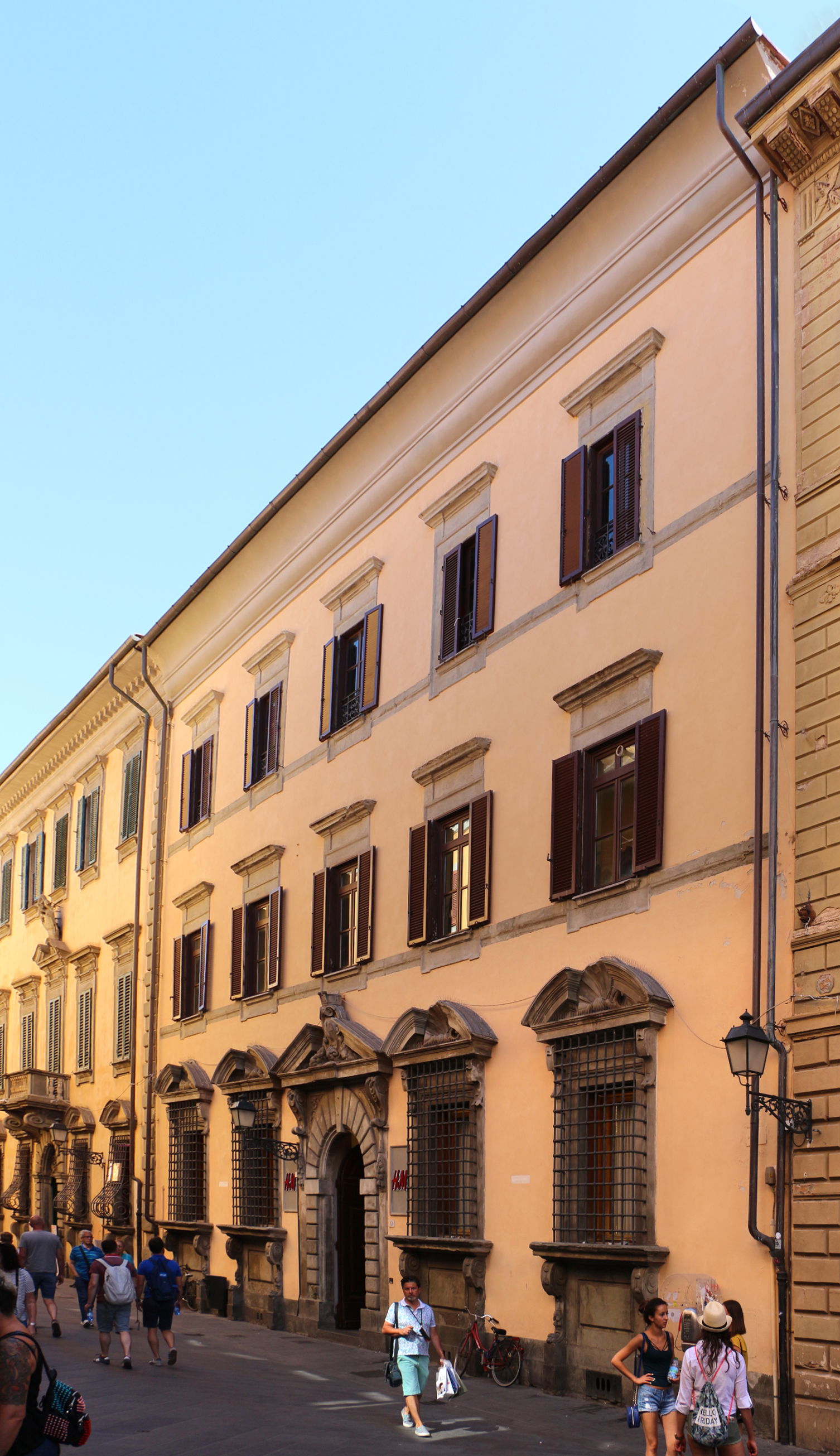
Palazzo Vincenti
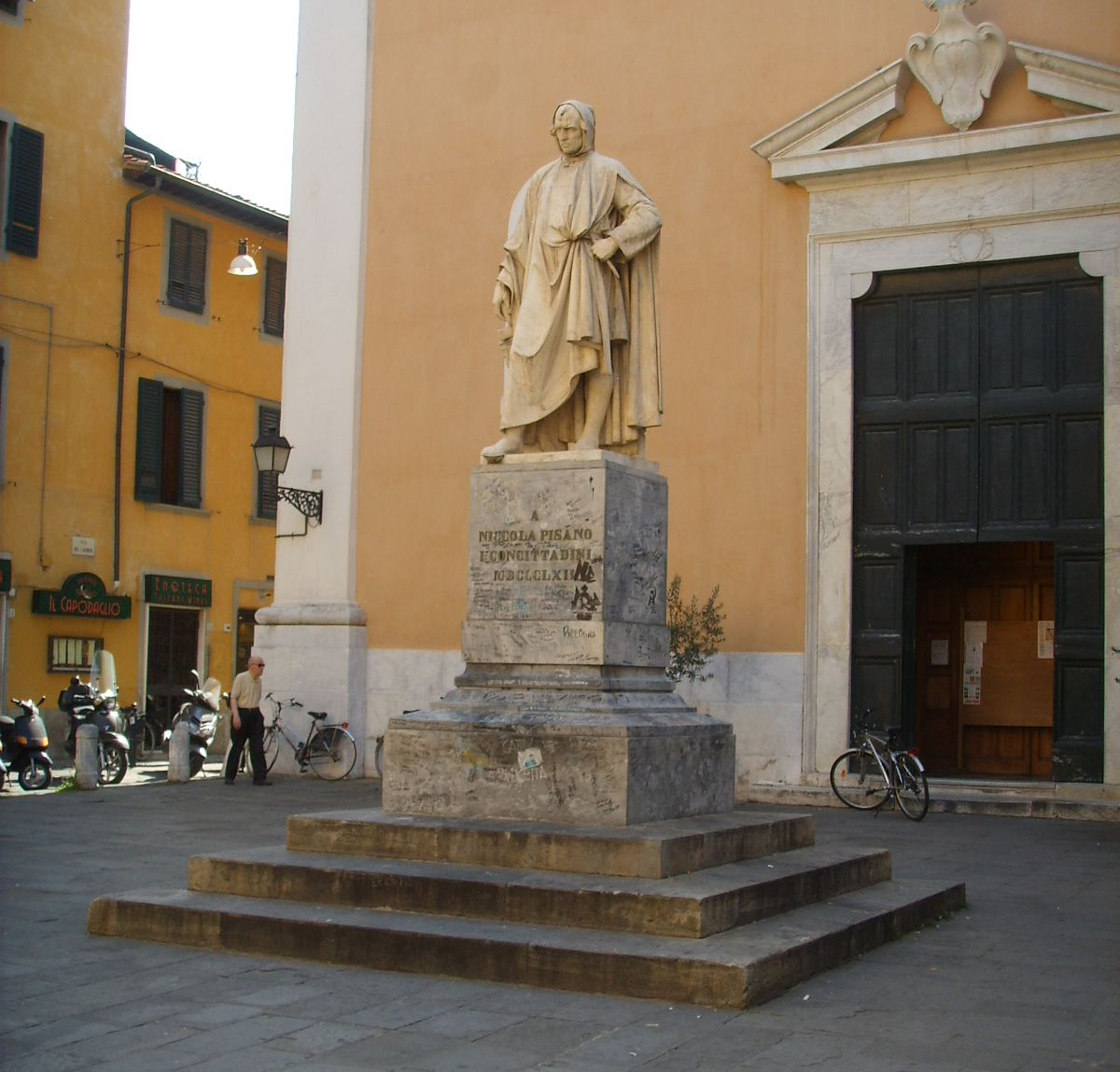
Monumento a Nicola Pisano
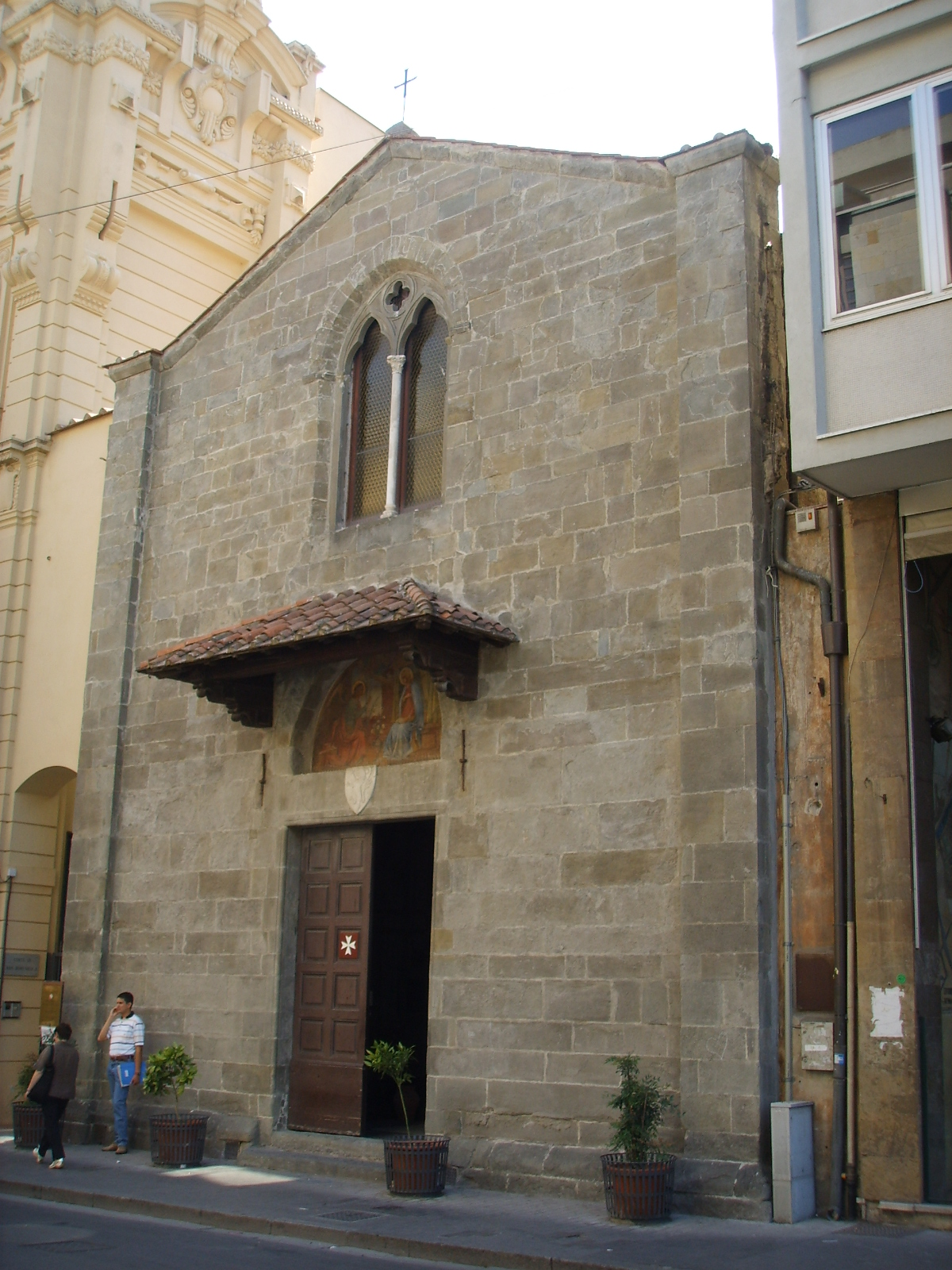
Chiesa di San Domenico
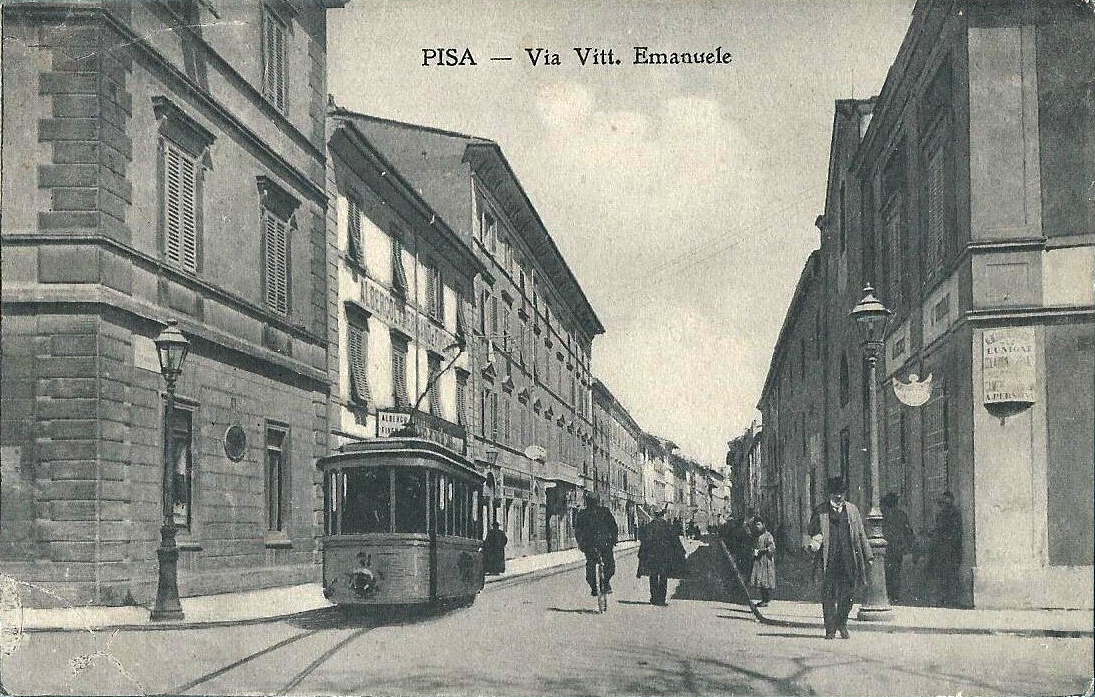
Estremo sud di corso Italia col tram in una cartolina d'epoca